# Sunipia cumberlegei
Sunipia cumberlegei là một loài thực vật có hoa trong họ Lan. Loài này được (Seidenf.) P.F.Hunt miêu tả khoa học đầu tiên năm 1971.